# Leuchtkalmar
Der Leuchtkalmar (Watasenia scintillans) ist ein Tintenfisch (Coleoidea) und gehört zur Klasse der Kopffüßer (Cephalopoda).

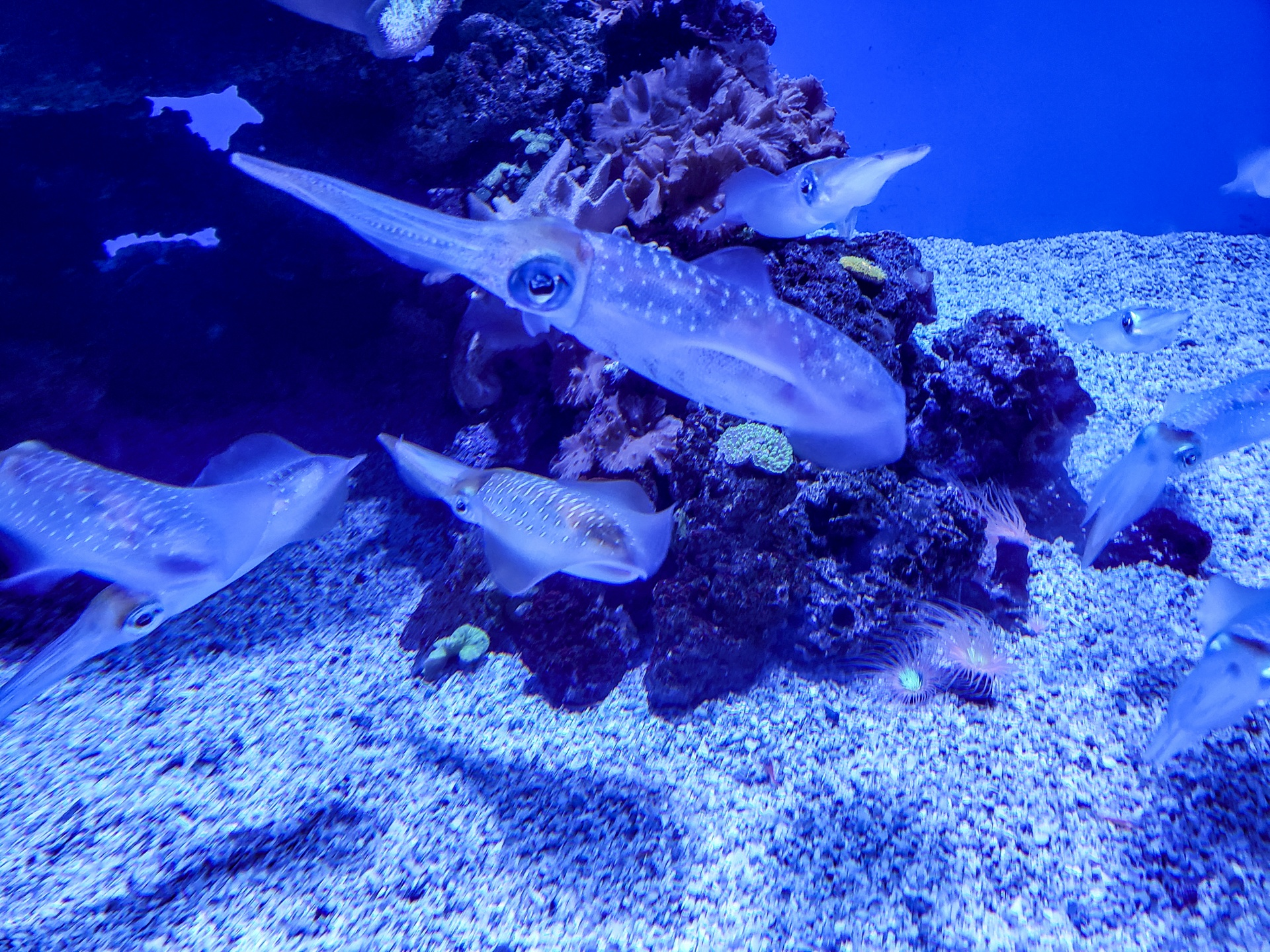
Biolumineszenz beim Leuchtkalmar

## Beschreibung
Der Leuchtkalmar ist eine kleine Tintenfischart, die nur etwa 7,5 bis 8 cm groß wird. Sie besitzt, wie für Tintenfische üblich, zehn Arme, von denen zwei verlängert sind und als Tentakel dienen. Acht Arme sind mit gestielten Saugnäpfen besetzt. Die Tentakel sind frei von Saugnäpfen und besitzen 2 bis 3 Haken in einer Reihe. Am Hinterende des Körpers dienen zwei seitliche Flossen der raschen Fortbewegung. Die Tiere besitzen über den Körper verteilt pigmenthaltige Zellen, Chromatophoren, und lichtaussendende Zellen von Photophoren, die lumineszieren (Photophoren jedoch nicht an der Dorsalseite). Die Art kann mit ihren hochentwickelten Linsenaugen Farben unterscheiden.

## Ernährung
Der Leuchtkalmar lockt mit den Photophoren kleine Fische an, die er dann mit den Armen umfängt.

## Verbreitung
Die Art kommt nur auf dem Schelf und den flacheren Gewässern um Japan herum und im Chinesischen Meer bis im Norden zum Ochotskischen Meer vor. Die Tiere leben normalerweise in einer Tiefe von 200 bis 400 m, kommen aber zur Paarung und zur Eiablage in flachere Gewässer und in der Toyama-Bucht des Japanischen Meeres auch verhältnismäßig nahe an die Küsten.

## Entwicklung
Die Eier werden hauptsächlich in den Monaten Februar bis Juli in den oberen 80 m im freien Wasser abgelegt. In manchen Gegenden erfolgt die Eiablage fast das gesamte Jahr hindurch. Ein Weibchen kann bis zu 20.000 Eier in Strängen bis 1 m Länge ablegen. Das einzelne Ei misst etwa 1,5 × 1 mm. Die Jungen schlüpfen in Abhängigkeit von der Wassertemperatur nach 6 bis 14 Tagen aus den Eiern (je wärmer das Wasser, desto schneller schlüpfen die Jungen). Der Schlüpfling misst etwa 1,2 bis 1,4 mm. Die durchschnittliche Lebenserwartung der Tiere beträgt nur etwa 1 Jahr.

## Feinde
Leuchtkalmare werden von großen Grundfischen und Verwandten der Lachse gejagt.

## Bedeutung für die Fischerei
Der Leuchtkalmar wird in Gewässern um Japan kommerziell gefischt. Zwischen 1990 und 1999 wurden jedes Jahr etwa zwischen 5000 und 7000 Tonnen gefangen. Die Tiere werden zwischen März und Juni gefischt.

## Taxonomie
Die Art ist die einzige Art der Gattung Watasenia (Ishikawa, 1914).